# Pahang
Pahang är en delstat i Malaysia och ligger på Malackahalvöns östra sida, med kust mot Sydkinesiska havet. Befolkningen uppgick till 1 513 100 invånare år 2008, på en yta av 36 137 kvadratkilometer. Den administrativa huvudorten och enda större staden är Kuantan. En annan viktig ort är Pekan, där sultanen residerar.

## Administrativ indelning
Delstaten är indelad i elva distrikt:
- Bentong
- Bera
- Cameron Highlands
- Jerantut
- Kuantan
- Lipis
- Maran
- Pekan
- Raub
- Rompin
- Temerloh